# Berlijns voetbalkampioenschap 1894/95 (DFuCB)
In 1894/95 werd het vierde Berlijns voetbalkampioenschap gespeeld, dat georganiseerd werd door de Duitse voetbal- en cricketbond (DFuCB). BTuFC Viktoria werd voor het derde opeenvolgende jaar kampioen. 

## Eindstand

### Stand 29 december 1894
| Plaats | Club                        | Wed. | W | G | V | Saldo | Ptn |
| ------ | --------------------------- | ---- | - | - | - | ----- | --- |
| 1.     | BTuFC Viktoria 1889         | 6    | 5 | 1 | 0 | 25:2  | 11  |
| 2.     | BFC Germania 1888           | 6    | 4 | 1 | 1 | 12:6  | 9   |
| 3.     | BFC Stern 1889              | 6    | 2 | 1 | 3 | 17:15 | 5   |
| 4.     | BTuFC Alemannia 1890        | 3    | 2 | 0 | 1 | 8:8   | 4   |
| 5.     | BFC Vorwärts 1890           | 5    | 2 | 0 | 3 | 5:4   | 4   |
| 6.     | Berliner CuFC 1883          | 5    | 1 | 1 | 3 | 15:15 | 3   |
| 7.     | Rixdorfer FC Normannia 1895 | 5    | 0 | 0 | 5 | 5:37  | 0   |

### Eindstand
De volledige eindstand is niet meer bekend, enkel de top drie. 
| Plaats | Club                 | Wed. | W  | G | V | Saldo | Ptn |
| ------ | -------------------- | ---- | -- | - | - | ----- | --- |
| 1.     | BTuFC Viktoria 1889  | 12   | 11 | 1 | 0 |       | 23  |
| 2.     | BTuFC Alemannia 1890 | 12   |    |   |   |       | 16  |
| 3.     | BFC Germania 1888    | 12   |    |   |   | 20:8  | 15  |

|  | Kampioen |

## Tweede klasse
Deelnemende clubs:
- BTuFC Normannia
- Verein Sport-Excelsior Berlin
- BFC Teutonia 1891
- BFC Columbia 1891
- BTuFC Deutschland
- BFC Concordia 1890
- SC Norden-Union Berlin